# Episodi di Animaniacs (serie animata 2020) (terza stagione)
La terza stagione della serie animata Animaniacs è stata pubblicata negli Stati Uniti il 17 febbraio 2023 su Hulu.
| nº | Titolo originale                                                                                       | Pubblicazione USA |
| -- | --- | ----------------- |
| 1  | Previously On (Tutte le trame delle ultime stagioni)                                                   | 17 febbraio 2023  |
| 1  | Season 3 and WB (Part 1) (Prossima fermata: la terza stagione - Prima parte)                           | 17 febbraio 2023  |
| 1  | How to: Friendship (Come nasce l'amicizia)                                                             | 17 febbraio 2023  |
| 1  | Season 3 and WB (Part 2) (Prossima fermata: la terza stagione - Seconda parte)                         | 17 febbraio 2023  |
| 2  | Soda-pressed (Tutti per uno e soda per tutti)                                                          | 17 febbraio 2023  |
| 2  | A Starbox is Born (Nasce Starbox)                                                                      | 17 febbraio 2023  |
| 2  | Royal Flush (Uno scarico reale)                                                                        | 17 febbraio 2023  |
| 3  | Planet Warner (Un viaggio al Pianeta Warner)                                                           | 17 febbraio 2023  |
| 3  | Talladega Mice: The Ballad of Pinky Brainy (I topi di Talladega: la ballata del Mignolo col Prof.)     | 17 febbraio 2023  |
| 3  | D.I.WHY? (Un detective per i Warner)                                                                   | 17 febbraio 2023  |
| 4  | Fantasy (Un mondo fantastico a loro piacere)                                                           | 17 febbraio 2023  |
| 4  | Über Nachtmare (Fuga dall'incubo con lieto fine)                                                       | 17 febbraio 2023  |
| 4  | Mad Mouse: Furry Road (La furia conquistatrice del mondo)                                              | 17 febbraio 2023  |
| 5  | Teeniacs (Maledetta adolescenza)                                                                       | 17 febbraio 2023  |
| 5  | Dog Days (Un giorno da cani)                                                                           | 17 febbraio 2023  |
| 5  | Groundmouse Day (Il giorno delle cavie da laboratorio)                                                 | 17 febbraio 2023  |
| 6  | Animaliens (Alieni o non alieni, questo è un problema)                                                 | 17 febbraio 2023  |
| 6  | Murder Pals (Indovina chi ha ucciso l'assassino)                                                       | 17 febbraio 2023  |
| 6  | Groundmouse Day Again (Il secondo giorno delle cavie da laboratorio)                                   | 17 febbraio 2023  |
| 6  | Island of Dr. Warnerau (Isola del Dr. Warnerau, addio!)                                                | 17 febbraio 2023  |
| 7  | Global Warnering (Warneraggio globale)                                                                 | 17 febbraio 2023  |
| 7  | Lawn in Sixty Seconds (Pronti-via in 60 secondi)                                                       | 17 febbraio 2023  |
| 7  | All's Fair in Love and Door (Tutto quello che abbiamo bisogno è che i Warner troveranno il loro amore) | 17 febbraio 2023  |
| 7  | Cute Things That Can Kill You (Le cose carine che possono ucciderti)                                   | 17 febbraio 2023  |
| 8  | WARnerGAMES (I Warner e la guerra dei videogiochi - Prima parte)                                       | 17 febbraio 2023  |
| 8  | Bedtime (Ora della nanna)                                                                              | 17 febbraio 2023  |
| 8  | WARnerGAMES 2 (I Warner e la guerra dei videogiochi - Seconda parte)                                   | 17 febbraio 2023  |
| 8  | Crumbly's Moment (Momenti da brivido con i Warner)                                                     | 17 febbraio 2023  |
| 9  | How the Brain Thieved Christmas (Part One) (Come il Prof si impossessò del Natale - Prima parte)       | 17 febbraio 2023  |
| 9  | Santamaniacs (Incontro con Babbo Natale)                                                               | 17 febbraio 2023  |
| 9  | How the Brain Thieved Christmas (Part Two) (Come il Prof si impossessò del Natale - Seconda parte)     | 17 febbraio 2023  |
| 10 | International Mouse of Mystery (Il topo internazionale del mistero)                                    | 17 febbraio 2023  |
| 10 | Aliens Resurrected (Risurrezione aliena)                                                               | 17 febbraio 2023  |
| 10 | Joe (La comparsa di Joe)                                                                               | 17 febbraio 2023  |
| 10 | The Stickening (Incollati a vicenda)                                                                   | 17 febbraio 2023  |
| 10 | Slappy's Return (Il ritorno di Vera Peste)                                                             | 17 febbraio 2023  |
| 10 | Everyday Safety: Giant Adirondack Chair (La sicurezza di ogni giorno: le gigantesche sedie Adirondack) | 17 febbraio 2023  |